# Oskar Helmer
Pour les articles homonymes, voir Helmer.
Oskar Helmer, né le 16 novembre 1887 à Gattendorf (en hongrois : Gáta), en Autriche-Hongrie (depuis 1921, au Burgenland en Autriche), et mort le 13 février 1963 à Vienne (Autriche), est un typographe, syndicaliste et homme politique socialiste autrichien qui a été ministre de l'Intérieur de longue date dans l'Autriche de l'après-guerre. Il a été l'un des leaders politiques du SPÖ après 1945.